# Ali Cengiz
Ali Cengiz (Magnesia, 8 aprile 1996) è un lottatore turco, specializzato nella lotta greco-romana. Si è laureato campione iridato ai mondiali di Belgrado 2023 negli 87 kg.

## Biografia
Ha un fratello maggiore, lottatore di livello nazionale.
Nel 2022 ha vinto il bronzo al Vehbi Emre & Hamit Kaplan Tournament tenutosi a Istanbul, in Turchia. 
Ai XIX Giochi del Mediterraneo di Orano 2022 ha conquistato il bronzo negli 87 kg.
Ai mondiali di Belgrado 2022 è stato estromesso dal tabellone principale dal danese Turpal Bisultanov. Nei turni precedenti aveva sconfitto l'indiano Sunil Kumar, l'ucraino Andriy Antoniuk e lo svizzero Damian von Euw. Nella finale per il bronzo ha battuto l'iraniano Nasser Alizadeh.
Agli europei di Zagabria 2023 ha ottenuto l'argento dopo aver perso 5-2 contro l'ungherese István Takács nell'incontro finale degli 87 kg. Al secondo turno, è passato ai quarti di finale dopo che il suo avversario olandese Marcel Sterkenburg si è ritirato dalla competizione. Nei quarti di finale, ha pareggiato 1-1 con l'azero Islam Abbasov e ha raggiunto la semifinale con il vantaggio dell'ultimo punto. In semifinale, ha sconfitto il georgiano Lasha Gobadze per 3-1 e ha raggiunto la finale. Ai mondiali di Belgrado 2023 ha battuto nell'ordine il finlandese Toni Metsomäki ai sedicesimi, l'ucraino Zhan Beleniuk agli ottavi, l'uzbeko Jalgasbay Berdimuratov ai quarti, il kazako Nursultan Tursynov in semifinale e l'ungherese Dávid Losonczi in finale. Durante la finale, vinta 8-7 ai punti, Dávid Losonczi lo ha bloccato, ma gli arbitri non gli hanno assegnato il punteggio. Il 15 novembre 2023, l'United World Wrestling ha riconosciuto che era stato commesso un grave errore arbitrale in grado di cambiare il risultato dell'incontro. L'UWW ha pertanto deciso di considerare entrambi i lottatori vincitori dell'incontro ed ha quindi assegnato la medaglia d'oro a anche Dávid Losonczi.
Ha rappresentato la Turchia ai Giochi olimpici estivi di Parigi 2024 nel torneo degli 87 kg, dove è stato eliminato ai sedicesimi dal polacco Arkadiusz Kułynycz.

## Palmarès
| Anno | Manifestazione                    | Sede              | Evento | Risultato | Note |
| ---- | --------------------------------- | ----------------- | ------ | --------- | ---- |
| 2013 | Europei cadetti                   | Antivari          | 76 kg  | 21º       |      |
| 2013 | Mondiali cadetti                  | Zrenjanin         | 76 kg  | Bronzo    |      |
| 2015 | Europei U23                       | Wałbrzych         | 85 kg  | 17º       |      |
| 2015 | Europei junior                    | Istanbul          | 84 kg  | Bronzo    |      |
| 2015 | Mondiali junior                   | Salvador da Bahia | 84 kg  | Oro       |      |
| 2016 | Europei U23                       | Russe             | 85 kg  | 14º       |      |
| 2016 | Europei junior                    | Bucarest          | 84 kg  | Argento   |      |
| 2016 | Mondiali junior                   | Mâcon             | 84 kg  | Argento   |      |
| 2017 | Europei U23                       | Szombathely       | 85 kg  | 8º        |      |
| 2017 | Giochi della solidarietà islamica | Baku              | 85 kg  | Argento   |      |
| 2017 | Mondiali U23                      | Bydgoszcz         | 85 kg  | 18º       |      |
| 2018 | Mondiali universitari             | Goiana            | 87 kg  | Oro       |      |
| 2018 | Mondiali U23                      | Bucarest          | 87 kg  | 16º       |      |
| 2019 | Europei U23                       | Novi Sad          | 87 kg  | Bronzo    |      |
| 2019 | Mondiali U23                      | Budapest          | 87 kg  | 9º        |      |
| 2022 | Giochi del Mediterraneo           | Orano             | 87 kg  | Bronzo    |      |
| 2022 | Mondiali                          | Belgrado          | 87 kg  | Bronzo    |      |
| 2023 | Europei                           | Zagabria          | 87 kg  | Argento   |      |
| 2023 | Mondiali                          | Belgrado          | 87 kg  | Oro       |      |
| 2024 | Europei                           | Bucarest          | 87 kg  | Argento   |      |
| 2024 | Giochi olimpici                   | Parigi            | 87 kg  | 10º       |      |